# Аираи
Аираи је једна од шеснаест административних области острвске државе Палау. Налази се на јужној обали острва Бабелдаоб које је највеће острво државе Палау и друго по величини у региону Микронезије. Аираи је друга најмногољуднија држава у Палауу, после Корора. У држави се налази главни аеродром и мост Корор-Бабелдаоб који повезује острво Бабелдаоб и острво Корор.